# Tamatia de Swainson
Notharchus swainsoni
Espèce
Statut de conservation UICN

 LC  : Préoccupation mineure
Le Tamatia de Swainson (Notharchus swainsoni) est une espèce d'oiseaux de la famille des bucconidés (ou Bucconidae). D'après le Congrès ornithologique international, c'est une espèce monotypique (non divisée en sous-espèces).
Cet oiseau peuple le sud de la forêt atlantique.